# 法国腐败问题
法国腐败问题描述法国腐败的预防和发生。
法国已经批准了几项重要的国际反腐败公约，如经济合作与发展组织的《反向外国公职人员贿赂国际商业交易公约》和联合国的《反腐败公约》。总体来说，投资者不认为腐败是在法国做生意的问题，在法国运营的公司普遍享有良好的企业社会责任声誉。法国国民议会已经通过了两项打击逃税法案。但是，近年来爆出几起涉及高级公职人员的腐败丑闻。公共工程和国防工业被认为是腐败最严重的行业。透明国际2022年的腐败认知指数(CPI)将法国的得分评为72分(满分100分，0分最腐败)。法国在180个国家中排名第21，排名第一的国家被认为公共部门最廉洁。比较而言，最高分是90分（排名第一），最低分是12分(排名第180)，平均分是43分。

## 腐败程度和看法
2011年，透明国际在其2011年年度报告中得出结论，法国在制止腐败方面做得不够。2011年10月的一项TNS Sofres民意调查显示，72%的法国公众认为政治人物腐败 。
2009年，在法国所有的主要外国投资者和出口商以及超过80%的受访高管都承认他们“完全不了解”全球商业中最重要的法律框架之一。卡特尔构成可以判处监禁和/或罚款的犯罪。2008年，法国证券监管的员工和预算仅为英国的三分之一。

## 领域

### 选举
政治腐败研究包括2007年总统竞选中，Liliane Bettencourt向尼古拉·萨科齐提供了价值15万欧元的资金。个人最高捐助限额为4600欧元。雅克·希拉克被指控在20世纪90年代利用公款进行其巴黎市长竞选。2011年12月15日，希拉克被判有罪并获缓刑两年。他因挪用公款、滥用职权和非法利益冲突而被定罪。缓刑意味着他不必入狱，并考虑到他的年龄、健康状况和作为前国家元首的地位。他没有出席审判，因为医生认为他的神经系统问题损害了他的记忆。

### 行贿
从非洲到法国的行贿调查仍在继续，包括雅克·希拉克、多米尼克·德维尔潘和让-马里·勒庞涉嫌从加蓬前总统哈吉·奥马尔·邦戈收受贿赂。2011年9月，普罗旺斯回收公司的贝尔纳·格拉尼因收受30万欧元贿赂而被判有罪。

### 能源行业
阿尔斯通一直因涉嫌为获得巴西伊泰水电站、圣保罗地铁扩建以及委内瑞拉、新加坡和印度尼西亚的其他大型项目而支付了2亿美元的不当款项而在法国和瑞士受到调查。墨西哥政府已对阿尔斯通进行了处罚，2007年欧盟反垄断机构因与竞争对手的价格操纵行为向阿尔斯通罚款6500万欧元。